# Hans Lindau
Hans Rudolf David Lindau (* 12. August 1875 in Berlin; † 31. Januar 1963 in Berlin) war ein deutscher Schriftsteller und Bibliothekar.

## Wirken
Hans Lindau, ein Sohn des Schriftstellers Paul Lindau, studierte Philosophie, Nationalökonomie und Kunstgeschichte an der Universität Leipzig und promovierte dort 1900. Von 1909 bis 1933 war Lindau als Bibliothekar an der Königlichen Bibliothek bzw. Preußischen Staatsbibliothek in Berlin tätig und leitete dort die Stelle für Universitäts- und Schulschriften. Im Jahre 1924 konvertierte Lindau vom jüdischen Glauben zur römisch-katholischen Kirche. U.a. war er Redakteur des bibliographischen Teils der Zeitschrift „Der Ostjude“. Außerdem war er als Schriftsteller und Übersetzer tätig. Mit Wirkung zum 31. Dezember 1933 wurde er aus „rassischen“ Gründen aus dem Bibliotheksdienst entlassen. Von 1939 bis 1953 lebte Lindau als Privatsekretär und Korrektor im Exil in der Schweiz. Im Jahre 1953 kehrte er nach Berlin zurück.

## Schriften (Auswahl)
- Johann Gottlieb Fichte und der neuere Socialismus. Fontane, Berlin 1900 (Dissertation Universität Leipzig).
- Abende in Versailles. Schottlaender, Breslau 1903.
- Kurd Laßwitz und seine modernen Märchen. In: Nord und Süd. Eine deutsche Monatsschrift, H. 318 (1903), S. 316–333.
- Unkritische Gänge. Fleischel, Berlin 1904.
- Gustav Freytag. Hirzel, Leipzig 1907.
- Die Theodicee im 18. Jahrhundert. Entwicklungsstufen des Problems vom theoretischen Dogma zum praktischen Idealismus. Engelmann, Leipzig 1911.
- (Hrsg.): Die Schriften zu J. G. Fichte's Atheismus-Streit (= Bibliothek der Philosophen, Bd. 4). Müller, München 1912.
- Augustin und das Dämonische. In: Zeitschrift für Kirchengeschichte, Bd. 36 (1916), S. 99–108.
- Saint-Cyrian. In: Zeitschrift für Kirchengeschichte, Bd. 36 (1916), S. 405–423.
- Augustins geschichtliche Stellung. In: Zeitschrift für Kirchengeschichte, Bd. 37 (1918), S. 406–431.
- (Hrsg.): Kurd Laßwitz / Empfundenes und Erkanntes. Aus dem Nachlasse. Elischer, Leipzig 1919.
- (Übers.): Charles Pichon / Geschichte des Vatikans. Fredebeul & Koenen, Essen 1950.
- (Mitarb., mit Marianne Weber): Schriften zu J. G. Fichtes Sozialphilosophie. Nachdruck. Olms, Hildesheim 1987, ISBN 3-487-07906-2.